# Cerro Penitente
Cerro Penitente – wzgórze o wysokości 325 m n.p.m. w paśmie Cuchilla Grande w departamencie Lavalleja, w południowym Urugwaju. Znajduje się na około 25 km od miasta Minas.
Swoje źródło ma tu potok Arroyo Penitente, który spływa 60-metrowym wodospadem Salto del Penitente.